# Raimund Fuchs
Raimund Fuchs (11. ledna 1846 Česká Lípa – 28. července 1926 Česká Lípa) byl českým katolickým knězem, sídelním kanovníkem litoměřické kapituly.

## Život
Na kněze byl vysvěcen 20. července 1869. V roce 1889 se stal městským děkanem v České Lípě, odkud pocházel. V roce 1892 byl v České Lípě založena nemocnice o níž se velkou měrou zasloužil. Měla původně kapacitu 90 lůžek a vedle nemocnice vyrostl dům pro ošetřující řádové sestry z kongregace milosrdných sester sv. Kříže z Chebu, který děkan Fuchs do České Lípy uvedl. Dům pro sestry dal postavit částečně na vlastní náklad a také se sbírek, které pořádal. Ještě za jeho života v roce 1922 proběhla v nemocnici rozsáhlá renovace, kdy byly vybudovány dva moderně navržené operační sály s bohatým vybavením a zařízením. Současně také bylo zřízeno vybavení pro choroby zažívacího traktu. Ústav disponoval 130 lůžky, 12 dalšími pro speciální pacienty a infekčním pavilonem s 28 lůžky.
V roce 1901 byl jmenován sídelním kanovníkem v katedrále sv. Štěpána v Litoměřicích a posléze se stal děkanem katedrální kapituly. Od roku 1905 do května 1920 byl generálním vikářem litoměřické diecéze. Za svou činnost byl papežem jmenován apoštolským protonotářem. Těžiště jeho činnosti však zůstala Česká Lípa, kde také v roce 1926 zemřel.